# 울진 불영사 응진전
울진 불영사 응진전(蔚珍 佛影寺 應眞殿)은 대한민국 경상북도 울진군 불영사에 있는 조선시대의 불교 건축물이다. 1981년 7월 15일 대한민국의 보물 제730호로 지정되었다.

## 개요
불영사는 신라 진덕여왕 5년(651) 의상이 세웠다고 전하는데, 당시 이곳 연못 위에 다섯 부처님의 영상이 떠오르는 모습을 보고 거기 살던 용을 쫓아낸 뒤 절을 지었다는 전설이 전한다. 조선 태조 5년(1396) 나한전만 남긴 채 화재로 모두 불에 타 버렸고 임진왜란 때에도 영산전만 남기고 모두 불 타 버렸던 것을 훗날 다시 짓고 많은 수리를 거쳐 오늘에 이르고 있다.
응진전은 석가모니를 중심으로 좌우에 아난·가섭과 16나한상을 모시고 있다. 1984년 수리 공사 때 발견한 기록으로 임진왜란 전·후에 여러번 고쳐 지었다는 것을 알 수 있으며 원래는 영산전이었다고 한다.
규모는 앞면 3칸·옆면 2칸이고 지붕은 옆면에서 볼 때 사람 인(人)자 모양을 한 맞배지붕이다. 지붕 처마를 받치기 위해 장식하여 짜은 구조가 기둥 위뿐만 아니라 기둥 사이에도 있는 다포 양식이다. 앞면 가운데 칸에는 4짝 여닫이문을, 양쪽 칸에는 작은 창을 달아 놓았다.
건물 안쪽은 천장 속을 가리기 위해 우물 정(井)자 모양의 천장으로 꾸몄다. 건물에 남아 있는 단청은 안쪽이 비교적 잘 남아 있어 조선 중기의 문양을 살펴볼 수 있다.

## 사진

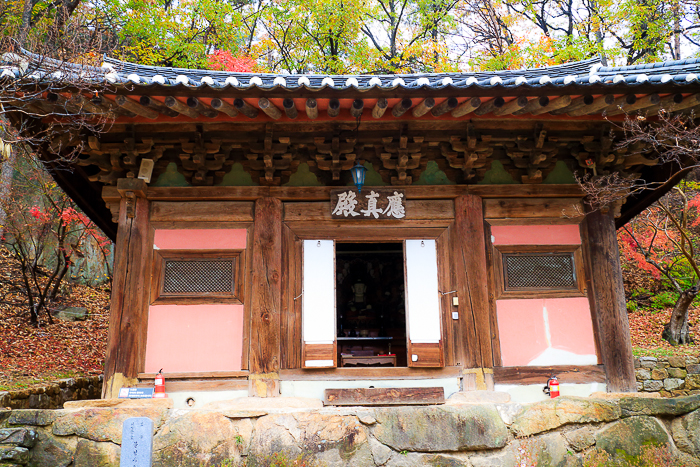

## 같이 보기
- 불영사

## 참고 자료
- 울진 불영사 응진전 - 국가유산청 국가유산포털